# Murphyho zákony
Murphyho zákony označují širokou škálu různých rčení či epigramů týkající se chybovosti a lidského selhání. Základní formou všech těchto „zákonů schválnosti“ je tvrzení „Co se může pokazit, to se pokazí“, pojmenované po americkém leteckém inženýrovi Edwardu A. Murphym.

## Knižní vydání
Americký spisovatel Arthur Bloch shrnul v r. 1977 podobná tvrzení do knihy Murphy's Law, and Other Reasons Why Things Go WRONG!, vydané také česky. Titulní rčení, označené jako Murphyho zákon, zní v českém překladu: „Může-li se něco pokazit, pokazí se to“. Kniha neobsahuje tradovaný dovětek (někdy označovaný jako 2. Murphyho zákon) „Co se nemůže pokazit, pokazí se také.“

## Ukázky
Níže si můžete přečíst několik nejoblíbenějších Murphyho zákonů.
„Jestliže jde vše podle plánu, stala se někde chyba.“
„Zkušenost je věc, kterou získáš až potom, cos ji potřeboval.“
„Délka minuty závisí na tom, na které straně dveří od záchodu se nacházíš.“
„Jestli se cítíš dobře, uklidni se, ono tě to přejde.“
„Jestliže přestoupíš do jiné fronty, ta, kterou jsi právě opustil, začne postupovat rychleji.“
„Usměj se, zítřek bude horší.“
„Nejhorší je dostat průjem v zácpě.“
„Chybovat je lidské, ale jestli chcete něco opravdu posrat, potřebujete počítač.“